# Decibel Outdoor
Decibel Outdoor ist eine seit 2002 alljährlich stattfindende Open-Air-Harderstylesparty in den Niederlanden. Ursprünglich in Binnenmaas bei Rotterdam angesiedelt, findet es seit 2005 im Naturgebiet Beekse Bergen in Hilvarenbeek statt, das Platz für 50.000 Besucher bietet. Das musikalische Spektrum umfasst Old-School-Rave, Hardstyle, Jumpstyle, Hardcore, Hardtrance und diverse andere Musikstile. Organisiert wird das Festival von b2s.
Auf den Festivals traten unter anderem überregional bekannte DJs auf: Charly Lownoise & Mental Theo, Lady Dana, Psyko Punkz, Coone, Headhunterz, Wildstylez, Noisecontrollers, Brennan Heart, Technoboy, Paul Elstak, Buzz Fuzz, Rob Gee, Rotterdam Terror Corps, The Prophet, Blonde Redhead, Ruthless, Stunned Guys, Yves Deruyter, Warmduscher, Kai Tracid, Max B Grant, Mauro Picotto, DJ Gizmo, Neophyte, Speedy J, Tatanka und Bountyhunter.
Im Jahr 2012 kam es auf der Elften Ausgabe des Festivals am 18.08. zu einem tragischen Unglück. Ein 19-Jähriger Besucher kollabierte auf dem Gelände. Trotz sofortiger medizinischer Hilfe und schnellem Transport innerhalb von 11 Minuten ins Tilburger Krankenhaus, verstarb er dort. Die Polizei geht von einer Kombination der starken Hitze in jenem Jahr, zu wenig trinken und vielleicht sogar Drogenmissbrauch aus.
Im Jahr 2023 verloren, bei der Zweiundzwanzigsten Ausgabe des Festivals, 2 Personen ihr Leben.
Am Samstag Morgen den 19.08 wurde ein 19 jähriger Deutscher leblos in seinem Zelt auf dem Campinggelände des Festivals gefunden. Trotz sofort eingeleiteter Reanimierungsversuche konnten die Sanitäter ihn nicht retten. Drogen konnten ausgeschlossen werden, die Einsatzkräfte gehen von einem medizinischen Notfall aus.
Am Montag Morgen den 21.08. Wurde ein 23 Jähriger Niederländer direkt nach dem Festival von seinen Freunden als vermisst gemeldet. Als es Stunden später immer noch kein Lebenszeichen von ihm gab, Suchte der Festival Sicherheitsdienst und die Polizei nach ihm. Es wurde sogar ein Polizeihelikopter mit in die Suche einbezogen. Zum Nachmittag hin kam dann die traurige Gewissheit. Ein Skipper fand den leblosen Körper des Niederländers in einem Kanal nahe Biest-Houtakker. Die Polizei ging auch bei ihm von einem medizinischen Notfall aus.

## Edition Decibel Outdoor
| Datum               | Veranstaltungsort                            | Künstler                                           | Hymne                                                                             |
| 31. August 2002     | Recreatiegebied Binnenmaas (Mijnsheerenland) | Cosmic Gate, Yves Deruyter                         | The Beholder & Balistic – Decibel Anthem 2002                                     |
| 30. August 2003     | Recreatiegebied Binnenmaas (Mijnsheerenland) | The Beholder, Lady Dana, Luna                      | The Beholder & Balistic feat. Max Enforcer – Decibel 2003                         |
| 28. August 2004     | Recreatiegebied Binnenmaas (Mijnsheerenland) | Zany, Don Diablo                                   | The Beholder & Balistic feat. Max Enforcer – Bigger Better Louder                 |
| 20. August 2005     | Lingebos (Gorinchem)                         | Darkraver, Paul Elstak                             | The Beholder & Balistic feat. Max Enforcer – Nuclear Reaction                     |
| 19. August 2006     | Beekse Bergen (Hilvarenbeek)                 | Ruffneck, Partyraiser                              | Southstylers – Decibel Anthem 2006                                                |
| 18. August 2007     | Beekse Bergen (Hilvarenbeek)                 | Charly Lownoise, Coone                             | Deepack & Charly Lownoise feat. MC Villain – Can't Hold Us Down                   |
| 16. August 2008     | Beekse Bergen (Hilvarenbeek)                 | The Prophet, Neophyte                              | The Beholder & Zany – Bleeding For The Harder Styles                              |
| 15. August 2009     | Beekse Bergen (Hilvarenbeek)                 | Promo, Deepack                                     | Brennan Heart – City of Intensity                                                 |
| 21. August 2010     | Beekse Bergen (Hilvarenbeek)                 | Noisecontrollers, Wildstylez                       | Noisecontrollers – Summer In the City                                             |
| 20. August 2011     | Beekse Bergen (Hilvarenbeek)                 | Zatox, Tha Playah, Zany                            | Zany & Max Enforcer feat. MC DV8 – Sound Intense City                             |
| 18. August 2012     | Beekse Bergen (Hilvarenbeek)                 | Zany, Zatox, Brennan Heart                         | Zatox – D.E.C.I.B.E.L.                                                            |
| 17. August 2013     | Beekse Bergen (Hilvarenbeek)                 | Paul Elstak, Brennan Heart, Korsakoff, Headhunterz | Alpha² & Noisecontrollers – Craving for the Beat                                  |
| 16. August 2014     | Beekse Bergen (Hilvarenbeek)                 | Adaro, Frequencerz, Radical Redemption             | Psyko Punkz – Back Again & Psyko Punkz – Back Again (B-Front & Frequencerz Remix) |
| 15. August 2015     | Beekse Bergen (Hilvarenbeek)                 | Hard Driver, Atmozfears                            | Hard Driver – Shifting Gears                                                      |
| 20. August 2016     | Beekse Bergen (Hilvarenbeek)                 | Adaro, Da Tweekaz, Wildstylez, Code Black          | Ran-D ft LXCPR- united                                                            |
| 18.–20. August 2017 | Beekse Bergen (Hilvarenbeek)                 | Minus Militia, D-Fence, Frequencerz                | Noisecontrollers & Bass Modulators – Destination                                  |
| 17.–19. August 2018 | Beekse Bergen (Hilvarenbeek)                 | Bass Modulators, Gunz for Hire, Radical Redemption | Brennan Heart – Fuelled by Fanatics                                               |
| 16.–18. August 2019 | Beekse Bergen (Hilvarenbeek)                 | Dr. Peacock, Miss K8, Paul Elstak, E-Force         | Atmozfears & LXCPR – Live Loud                                                    |

|  |  |  |  |
|  |  |  |  |